# Chumakov (Adiguesia)
Chumakov (del ruso: Чумако́в) es un jútor del raión de Krasnogvardéiskoye en la república de Adiguesia de Rusia. Está situado a orillas del Bélaya, afluente del Kubán, 9 km al suroeste de Krasnogvardéiskoye y 70 km al noroeste de Maikop, la capital de la república. Tenía 69 habitantes en 2010.
Pertenece al municipio de Krasnogvardéiskoye.